# Nanchong
Nanchong ( Chinês: 南充; pinyin: Nánchōng; Wade-Giles: Nan-ch'ung) é uma cidade-prefeitura no nordeste da província de Sichuan (Sujuão), China, com uma área de 12,479.96 km2 (4,818.54 sq mi). No censo de 2010, era habitada por 6.278.614 pessoas, das quais 1.858.875 viviam na área metropolitana constituida por três distritos urbanos. É a segunda cidade mais populosa da província de Sichuan, depois de Chengdu. O centro administrativo é o distrito de Shunqing.

## História
A actual Nanchong pertencia ao território do estado de Ba antes de ser conquistada por Qin em 314 aC. O estado de Qin estabeleceu um centro administrativo na cidade de Langzhong. A cidade de Anhan foi fundada no distrito de Shunqinq no início da Dinastia Han.
Em 202 aC, o imperador Gaozu de Han instituiu o Condado de Anhan neste lugar. Anhan significa literalmente "estabelecer ou estabilizar Han". Em 8 DC, o nome foi mudado para Anxin (安新) quando Wang Mang tomou o trono da Dinastia Han, mas voltou a ser Anhan em 25 DC. Foi novamente alterado para Guozhou (果州; 'estado da fruta' ) em 621 DC ( dinastia Tang ), e então para Nanchong em 742 DC. A alcunha de Nanchong é Guocheng (果城), derivado de Guozhou.

## Geografia
Nanchong fica no nordeste da província de Sichuan. A leste de Nanchong está Dazhou, a oeste estão Mianyang e Suining e ao norte está Guangyuan.

### Clima
Tal como acontece com o resto da Bacia de Sichuan, Nanchong tem um clima subtropical húmido influenciado pelas monções com alta humidade durante todo o ano; os invernos são curtos e amenos, enquanto os verões são longos, quentes e húmidos. A temperatura média mensal de 24 horas varia de 6.5 °C (43.7 °F) em janeiro a 27.3 °C (81.1 °F) em julho; a média anual é 17.38 °C (63.3 °F).

## Economia

### Agricultura
A agricultura é o pilar da economia de Nanchong, com 80% da população nas áreas rurais e envolvida nas atividades agrícolas tradicionais. A indústria manufactureira de Nanchong também depende de matérias-primas fornecidas pela agricultura.
O principal produto agrícola de Nanchong é a comida. Uma grande quantidade de arroz, laranja, bicho da seda e carne de porco é produzida para apoiar a indústria relacionada.

### Manufactura
Os principais produtos de manufactura de Nanchong são produtos derivados do petróleo, automóveis e peças, equipamentos mecânicos, têxteis e materiais de construção.

## Pessoas notáveis
- Chen Shou, historiador da Dinastia Jin Ocidental, autor de San guo zhi (o Registo dos Três Reinos)